# Palytoxine
Palytoxine is een chemische stof afkomstig van eencellige algen. Het is het grootste organische molecuul dat ooit door de mens is nagemaakt en bevat 71 asymmetrische centra. Palytoxine is een onmiddellijk dodend gif.
Palytoxine werd in 1971 geïsoleerd uit het zeewier-achtige koraal Zoantharia in Hawaï. In 1982 werd de structuur opgehelderd door Prof. Daisuke Uemura. In 1994 werd palytoxine voor het eerst gemaakt door de chemicus Yoshito Kishi.
Dat men deze stof wist te maken is een absoluut record op het gebied van organische synthese. De strategie die Yoshito Kishi en zijn medewerkers gebruikten om daaruit het goede molecuul te maken was door eerst acht afzonderlijke delen van het molecuul te maken en die vervolgens aan elkaar te koppelen.
Palytoxine en maitotoxine zijn vermoedelijk de in de natuur voorkomende moleculen met de langste koolstofketens, die geen biopolymeer zijn (waarin dus geen herhaalde eenheden voorkomen). De totale lengte van hun koolstofketen bedraagt meer dan 10 nm.